# Kreuzschlepper (Volkach)

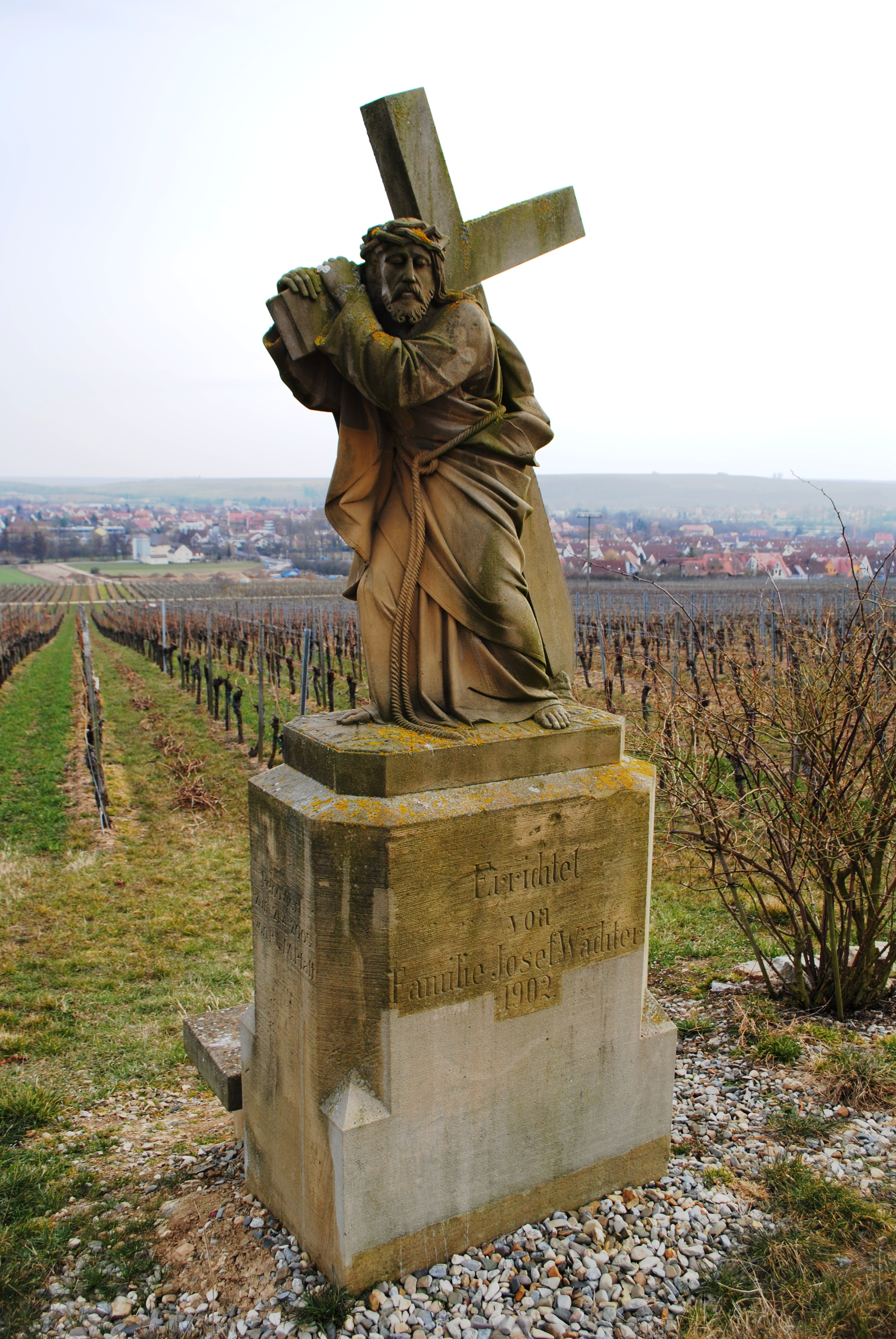
Ein Kreuzschlepper am Sambühl in Volkach

Auf dem Gebiet der Gemeinde Volkach existieren mehrere Kreuzschlepper. Sie zeigen den kreuztragenden Christus und sind zumeist eingetragene Baudenkmäler.

## Stadt Volkach

### Bürgerspital
Der Kreuzschlepper am Bürgerspital in der Kernstadt Volkach zeigt Jesus in einer knienden Position. Die Mauer wird als Auflage für die Statue verwendet. Die Mahnung auf dem Sockel ist nur noch fragmentarisch erhalten. Vor dem Jahr 1878 befand sich die Jesusstatue in einem Garten in der Professor-Jäcklein Straße. Mit dem Bau des Bürgerspitals kam er auf das Grundstück. Den Platz im Vorgarten erhielt er im Jahr 1978. Eine genaue Datierung der Figur ist schwierig.

### Sambühl
Diese Jesusstatue wurde erst 1902 gestiftet und ist damit die jüngste der Volkacher Kreuzschlepper. Josef Wächter, der spätere Bürgermeister und Ehrenbürger der Stadt ließ ihn errichten. Der fortschreitende Zerfall machte eine Restauration nötig, die durch private und öffentliche Gelder finanziert wurde. Das Bayerische Landesamt für Denkmalpflege listet die Statue unter der Nummer D-6-75-174-140.

### Schubertstraße
Im Garten der Schubertstraße 3a befindet sich Jesus auf einer Säule. Die Höhe von 1,72 m lässt das halbrunde Kapitell auf Augenhöhe erscheinen. Als Mahnung trägt der Schlepper eine Inschrift. "Oall die den/ Weg fürübergehen/ und mich anschauen/ der Bedenk sein letzetz End". Der ursprüngliche Standort der Statue ist unklar. Eine Schenkung aus Stammheim überließ den Kreuzschlepper wohl einem Volkacher Arzt. Die ungeklärten Besitzverhältnisse führten in der Folgezeit zu einem Prozess. Heute wird der Schlepper vom Bayerischen Landesamt unter der Denkmalnummer D-6-75-174-106 geführt.

### Sommeracher Straße
Ebenfalls ein Säulenkreuzschlepper befindet sich am Ende der Sommeracher Straße. Er wurde 1719 errichtet und ist 1,70 m hoch. In seiner Schriftkartusche finden sich die Namen der Stifter. Conrad und Annamaria Schwartz ließen die Statue errichten. Jesus wird hier in einer Aufwärtsbewegung gezeigt, die eine Variation der üblichen Formen darstellt. Das Landesamt für Denkmalpflege führt diesen Kreuzschlepper unter der Nummer D-6-75-174-116.

### Zum Steinbruch
Im Jahre 1709 wurde dieser Schlepper an einem alten Pilgerweg errichtet. Seine Mahnung lautet für die Vorübergehenden: "Gott [zu Ehre]/ allenn süntten/ untsünterin zu/ ...tlicher betrachtung/ alen uerbeigehenten/ Kristenn zur erriner/ ug das bitterenn/ leitenn unt sterbe/ nn anno 1709". Die Christusstatue ist 1,70 m lang und im Liegen dargestellt. Das filigrane Gewand stellt barocke Kunstarbeit dar. Die Figur war früher bemalt. Die Denkmalnummer ist hier D-6-75-174-136.

### Weinstraße
Die Figur in der Volkacher Weinstraße wurde 1702 errichtet und war wohl einer der ersten seiner Art, der heute noch steht. Er lehnt an der Hausmauer von Nummer 7 und ragt in 3 m Höhe. Diese Höhe spricht für einen weithin sichtbaren ursprünglichen Standort, im Jahr 1958 ist hier noch kein Kreuzschlepper vermerkt. Seine Spruchkartusche im Säulenkapitell besagt: "Ihr alle die ihr vor über gehet/ Mercket auff undt Sehet/ Ob auch ein Schmertz sei/ wie mein Schmertz ...". Das Bayerische Landesamt listet diesen Kreuzschlepper unter der Denkmalnummer D-6-75-174-130.

## Astheim

### Am Untern Feld
Dieser Kreuzschlepper befindet sich in der Nähe des Brückenpfeilers auf Astheimer Seite. Er wurde im 18. Jahrhundert errichtet und befindet sich auf einem gemauerten Sockel. Jesus liegt und wird von einem modernen Vordach geschützt. In der kleinen Spruchkartusche steht der Spruch "Gelobt/ sei Jesus/ Christus !". Das Bayerische Landesamt führt diesen Schlepper unter der Nummer D-6-75-174-173.

### Staatsstraße
Der andere Astheimer Kreuzschlepper befindet sich direkt an der Staatsstraße 2260 kurz vor der Brückenauffahrt nach Volkach. Er stammt aus dem 18. Jahrhundert und besteht aus Sandstein. Im August 2016 wurde der Bildstock von Unbekannten stark beschädigt. Seine Denkmalnummer ist die D-6-75-174-172.

## Escherndorf
Eine besondere Form des Kreuzschleppers findet sich in Escherndorf. An der Kreisstraße KT 31 Richtung Astheim steht ein Jesus, der auf zwei Säulen thront. Unter ihm, in einer Aussparung, befindet sich eine Statue der heiligen Veronika. Sie wird mit dem Schweißtuch in der Hand dargestellt. Das Ensemble entstand im 18. Jahrhundert und wird vom Landesamt für Denkmalpflege unter der Nummer D-6-75-174-220 geführt.

## Fahr

### Kaulberg
Der Kreuzschlepper am Kaulberg befindet sich auf der Hofmauer zu Haus Nummer 10. Er wurde hier lose auf die Mauer aufgesetzt. Sein Errichtungsjahr 1716 wird in der Sandsteinkartusche notiert. Als Mahnung steht "O Ihr sünder Alle, Bedencket ob/ auch sey ein Schmerz gleich wie/ mein Schmerz." Als Stifter wird Johann Michael Pfister vermerkt. Das Bayerische Denkmallandesamt verzeichnet ihn unter der Nummer D-6-75-174-239.

### Mönchsberg
Mitten in den Weinbergen, am sogenannten Mönchsberg gelegen steht ein weiterer Kreuzschlepper. Er befindet sich auf einer Säule, die mit zwei Engelsköpfen und einer Girlande verziert ist. Erbaut wurde die Statue 1704. Die Jesusfigur aus Sandstein wird vom Denkmalpflegeamt als Denkmal unter der Nummer D-6-75-174-250 eingeordnet.

## Obervolkach
Der Kreuzschlepper in Obervolkach stellt eine Seltenheit unter den unterfränkischen Bildstöcken dar. Das, im Jahr 1716, errichtete Kleindenkmal zeigt Jesus als Gepeinigten. Ein Henkersknecht gibt ihm einen Fußtritt. Außerdem wurde die Figur auf einem Altarbildstock mit Baldachindach angebracht. Die Mahnung in der Kartusche lautet: "O Mensch ste/ he stil vnd Schau mich an/ gedenck Deine sünd Seind/ schuld Daran datz ich das schw/ re creitz getragen habe ge/ liten vielle Blage." Eine weitere Inschrift verweist auf den Stifter Johann Pfriem, der Würzburger Schultheiß in Obervolkach war.

## Rimbach
Der modernste der Kreuzschlepper der Gemeinde Volkach steht in der Tannenstraße in Rimbach. Er lehnt an einer Mauer und stammt aus der ersten Hälfte des 20. Jahrhunderts. Anders als die anderen Schlepper besteht er aus Kalkstein. Ein Tischsockel gliedert die Statue. Auch er genießt Denkmalschutz, ist er doch unter der Nummer D-6-75-174-311 eingeordnet.

## Vogelsburg
Ein weiterer Kreuzschlepper befindet sich auf der Gemarkung der Vogelsburg in den Weinbergen der Weinlage Escherndorfer Lump. Er wurde auf einer Säule angebracht und überragt so den Fußweg zur Vogelsburg. Sein Erbauungsjahr ist unklar. Vermutet wird das 18. Jahrhundert. Die Figur besteht aus Sandstein und wird unter der Nummer D-6-75-174-225 geführt.

## Bilder

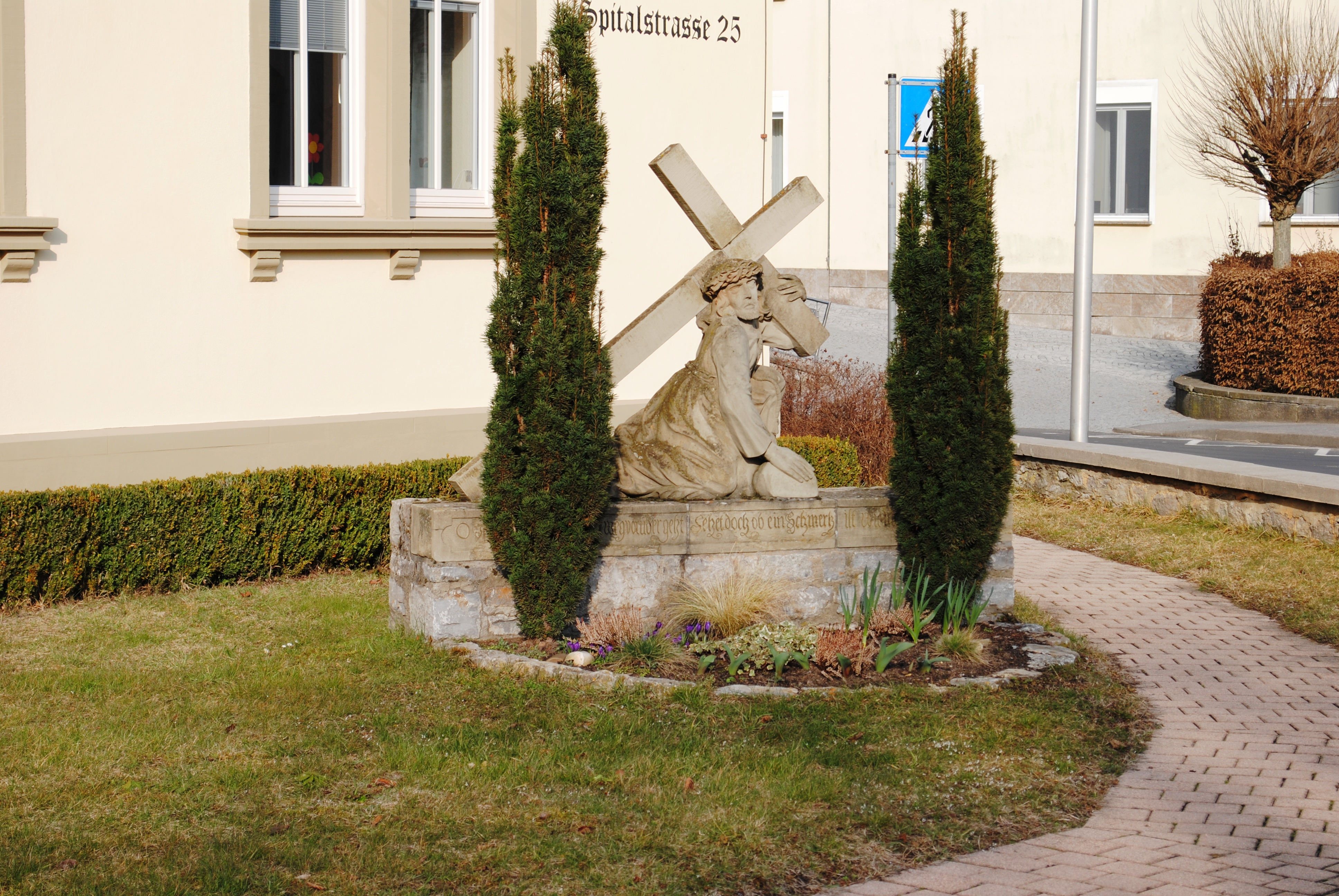
Bürgerspital
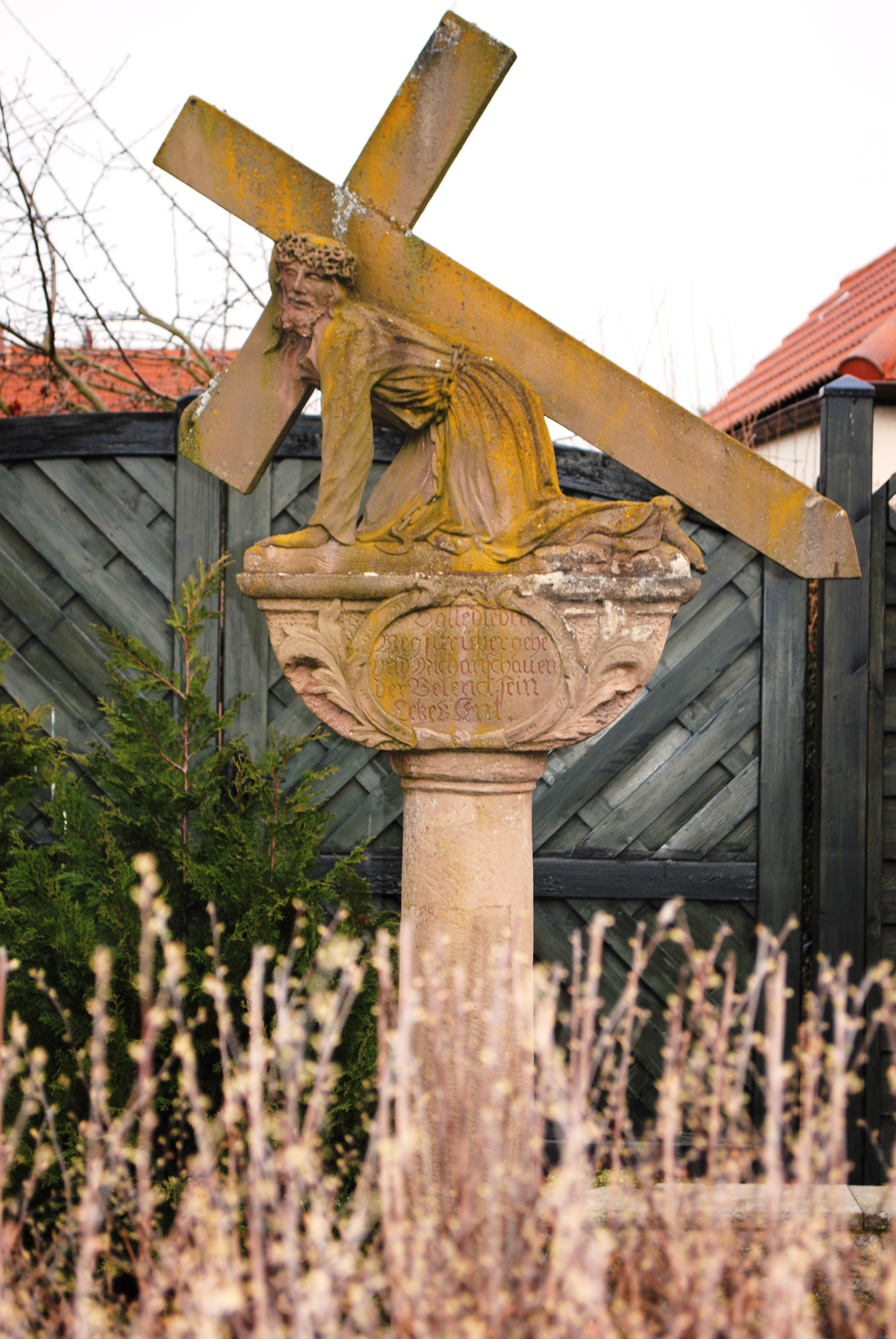
Schubertstraße
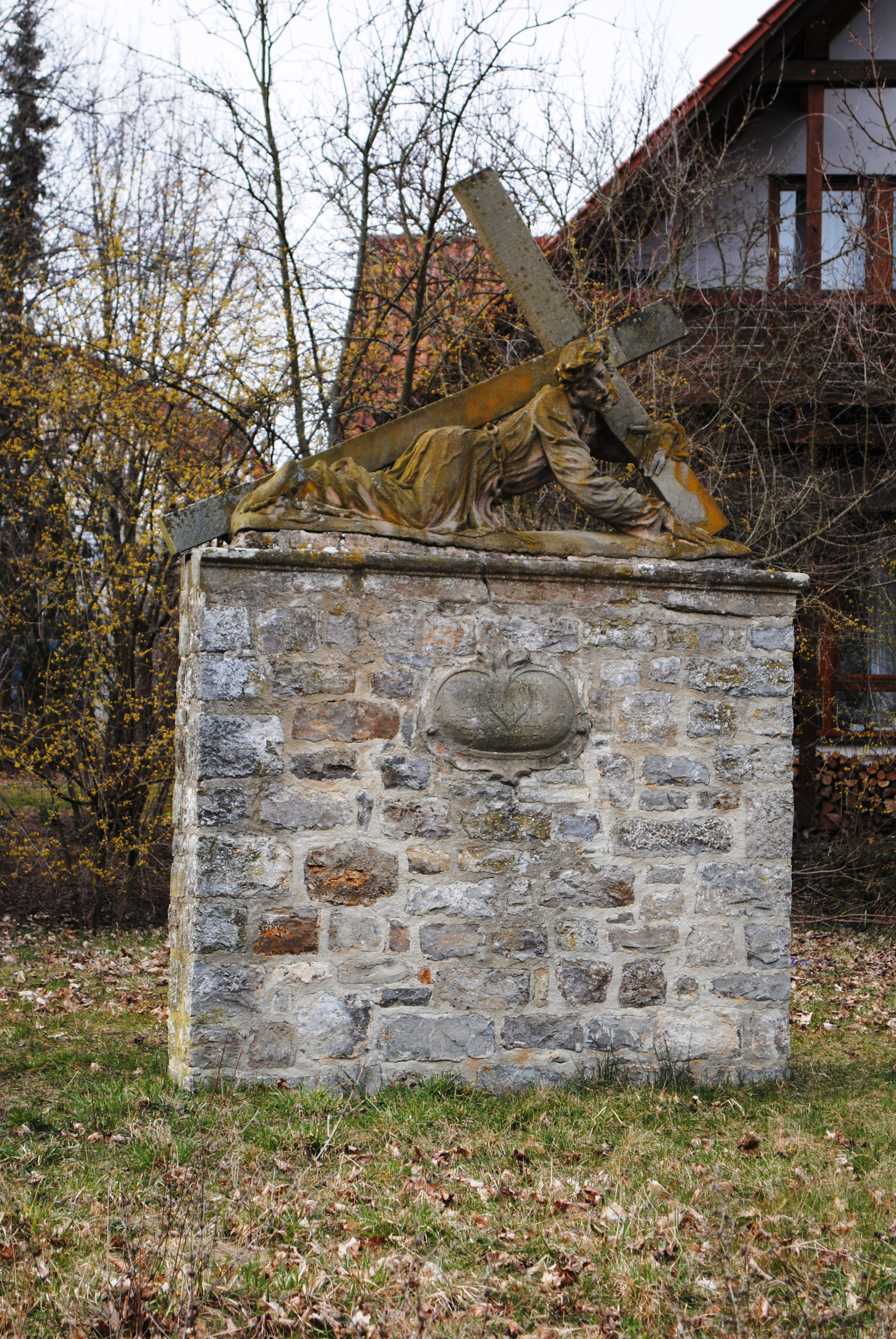
Zum Steinbruch
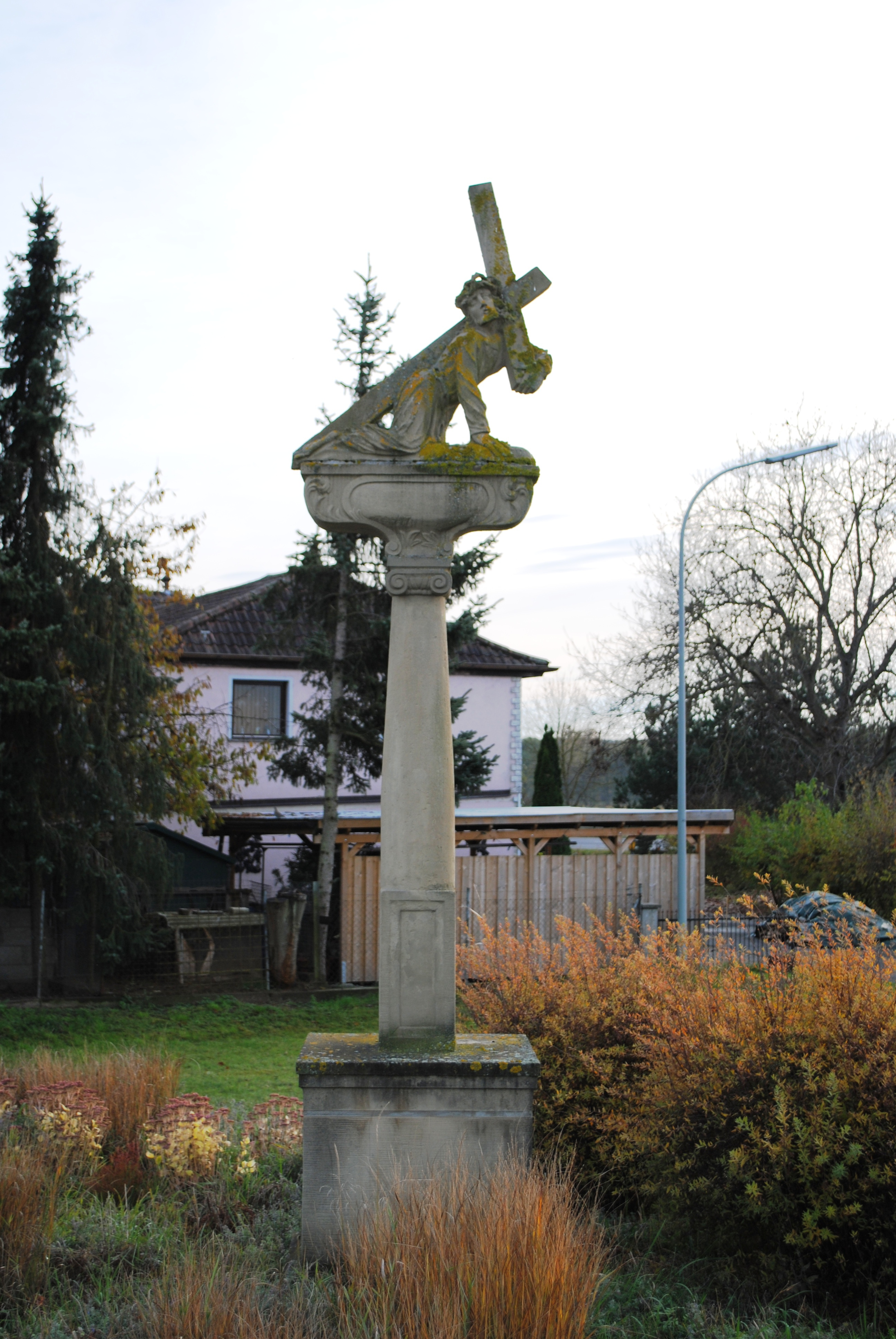
Sommeracher Straße
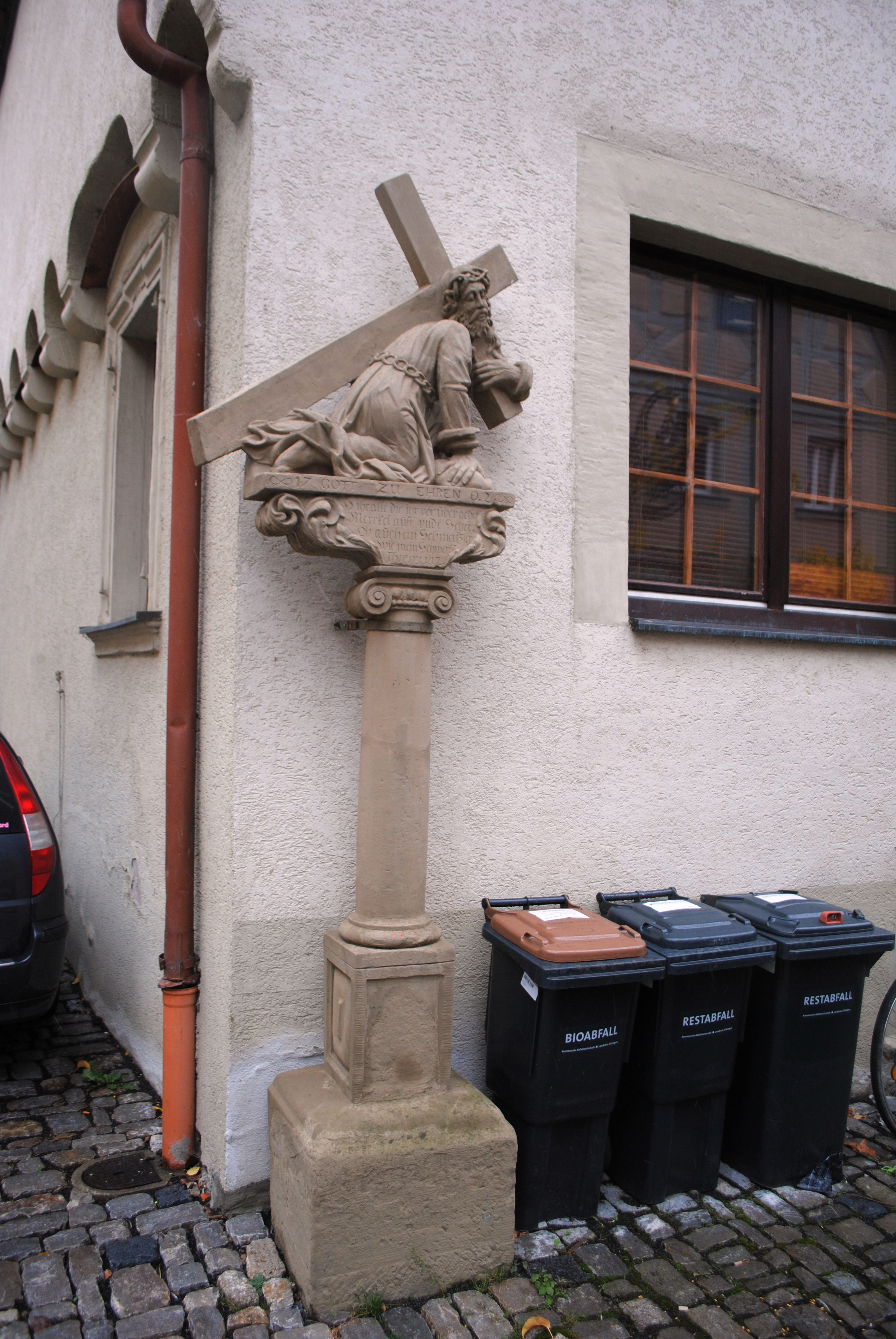
Weinstraße
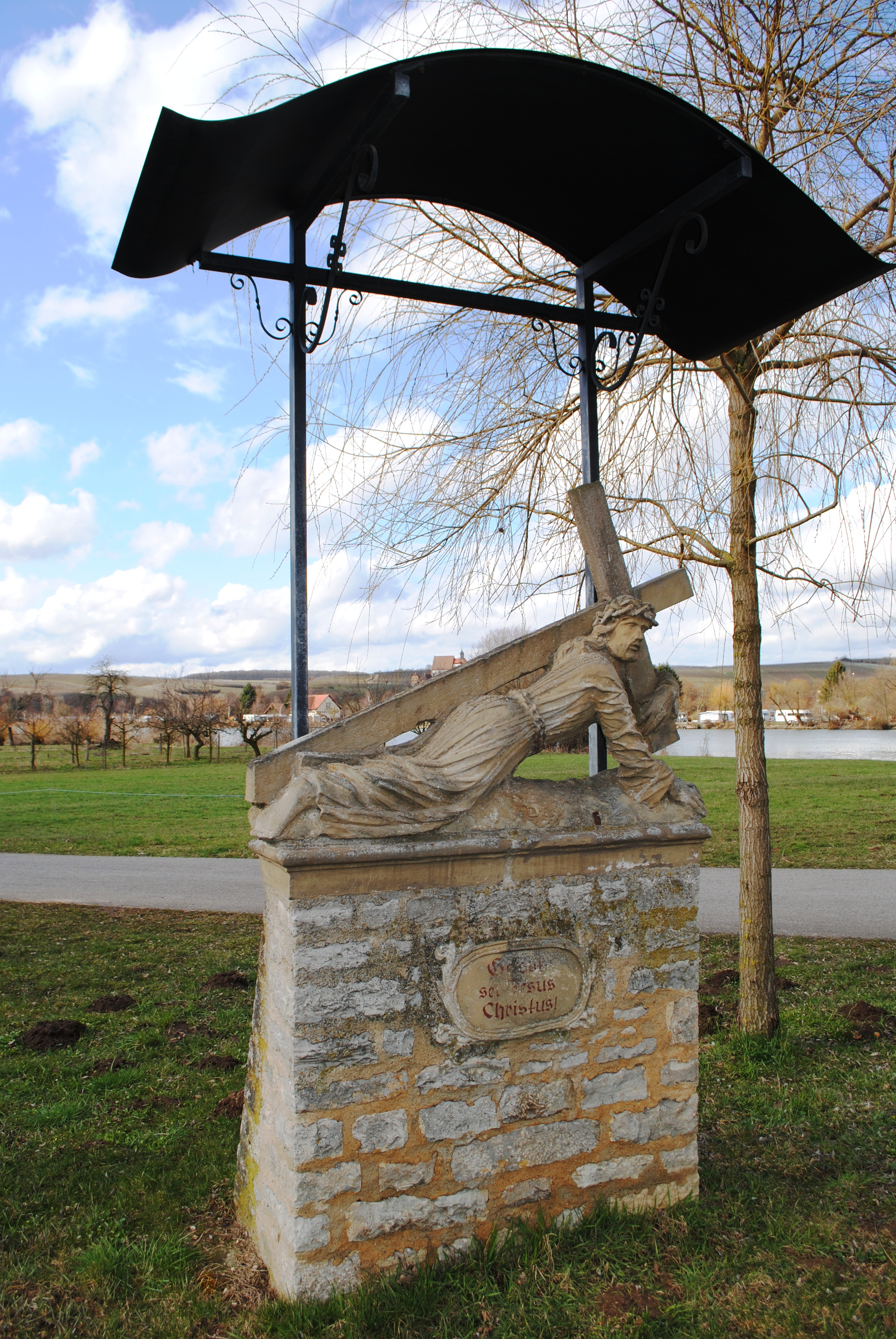
Am Untern Feld